# 中国2010年上海世界博览会阿联酋馆
中国2010年上海世界博览会阿联酋馆是2010年上海世博会上代表阿拉伯联合酋长国的展馆，位于世博园区A片区，占地面积6000平方米。阿联酋馆的主题为“独特的方式讲述能源故事”。
阿联酋馆由三座类似于沙丘的单体组成，以此体现沙丘是阿联酋重要的自然景观。建筑的外部由玫瑰金色的不锈钢板构成，可以在不同的光线下呈现出不同的视觉效果。展馆内由三个展厅组成，分别回顾阿联酋50年的发展历史、展示阿联酋人民的生活，以及播放一段由一个中国女孩和一个阿联酋女孩一起演绎的视频。
在世博会结束后，阿联酋馆将会全部运回国内。